# Duiven

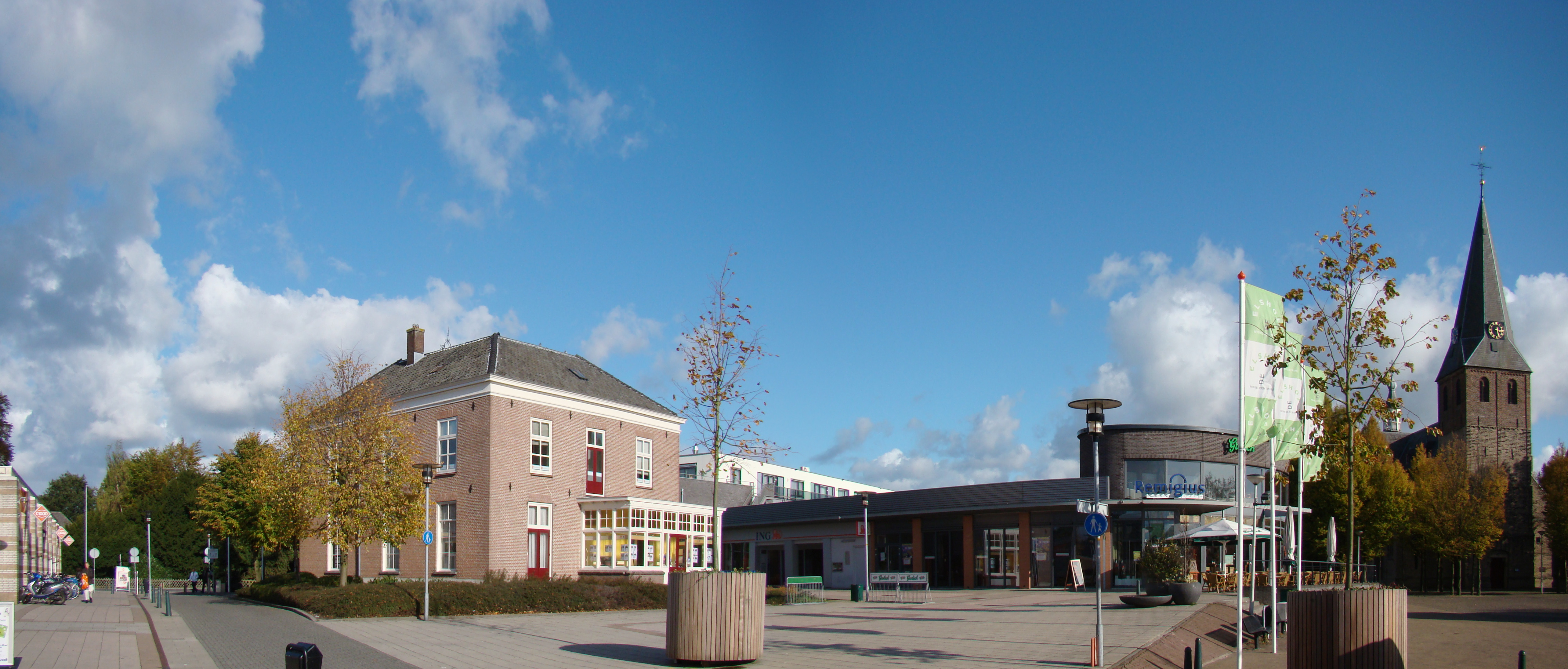

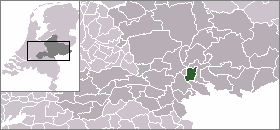
Duivens läge

Duiven är en kommun i provinsen Gelderland i Nederländerna. Kommunens totala area är 35,15 km² (där 1,09 km² är vatten) och invånarantalet är på 25 715 invånare (2005).